# Jeanie Buss

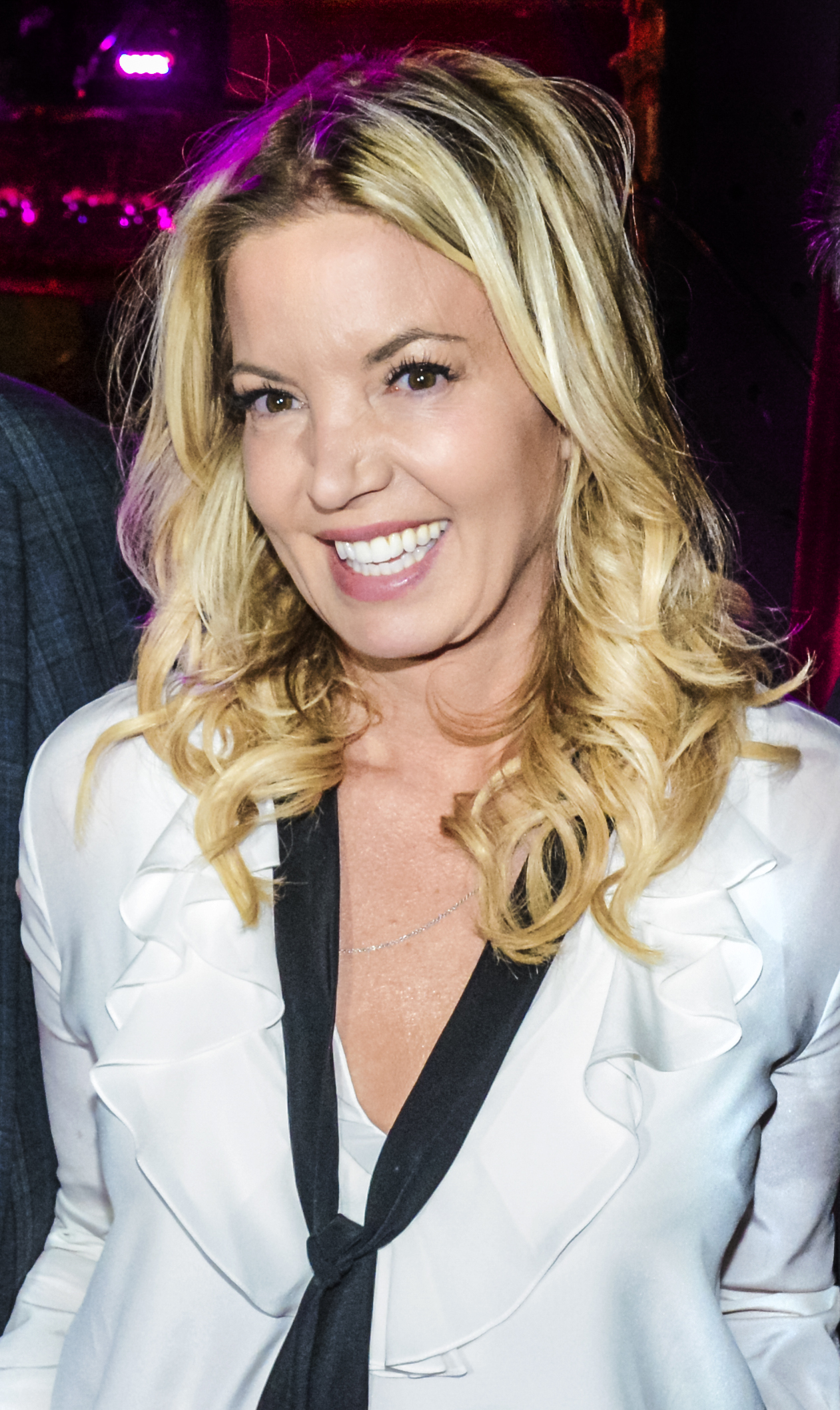
Jeanie Buss (2016)

Jeanie Marie Buss (* 26. September 1961 in Santa Monica, Kalifornien) ist eine US-amerikanische Sportfunktionärin. Sie ist Präsidentin und Mehrheitseignerin des Basketball-Teams Los Angeles Lakers aus der nordamerikanischen Profiliga National Basketball Association (NBA). 2020 führte sie die Mannschaft als erste weibliche Besitzerin zur NBA-Meisterschaft.

## Kindheit und Jugend
Als drittes von vier Kindern von JoAnn und Jerry Buss, einem Chemiker und reichem Geschäftsmann, wurde Jeanie Marie Buss am 26. September 1961 in Santa Monica im US-Bundesstaat Kalifornien geboren. Gemeinsam mit ihren älteren Brüdern Johnny und Jim sowie ihrer jüngeren Schwester Janie wuchs sie in der Nachbarstadt von Los Angeles bei ihren Eltern auf, bis diese sich 1972 scheiden ließen. Im Alter von 17 Jahren zog Jeanie mit ihrem Vater auf das Pickfair-Anwesen im nahegelegenen Beverly Hills und schloss später ihr Studium an der University of Southern California (USC) mit Auszeichnung ab.

## Karriere im Sport-Business

### Die Anfänge
Noch während sie studierte, ernannte sie Jerry Buss mit gerade einmal 19 Jahren zur General Managerin der Los Angeles Strings, einer von 1981 bis 1993 existierenden Tennis-Mannschaft, die sich im Besitz ihres Vaters befand. Daneben rief sie die Forum Tennis Challenge Series ins Leben, an der Spieler wie John McEnroe, Pete Sampras, Andre Agassi, Jimmy Connors, Steffi Graf, Chris Evert und Martina Navratilova teilnahmen.
Nach dieser Zeit kaufte Jeanie 1993 das Inlinehockey-Team Los Angeles Blades und wurde als Executive of the Year in der Roller Hockey International (RHI) ausgezeichnet. Die Liga stellte ihren Spielbetrieb 1997 ein, woraufhin die Blades aufgelöst wurden. Bereits Anfang der 1990er Jahre war sie vier Jahre lang Präsidentin der Sportarena Great Western Forum in Inglewood, der damaligen Heimspielstätte der Blades sowie des Eishockey-Clubs Los Angeles Kings aus der National Hockey League (NHL) und der Basketball-Mannschaft Los Angeles Lakers aus der National Basketball Association (NBA).

### Los Angeles Lakers

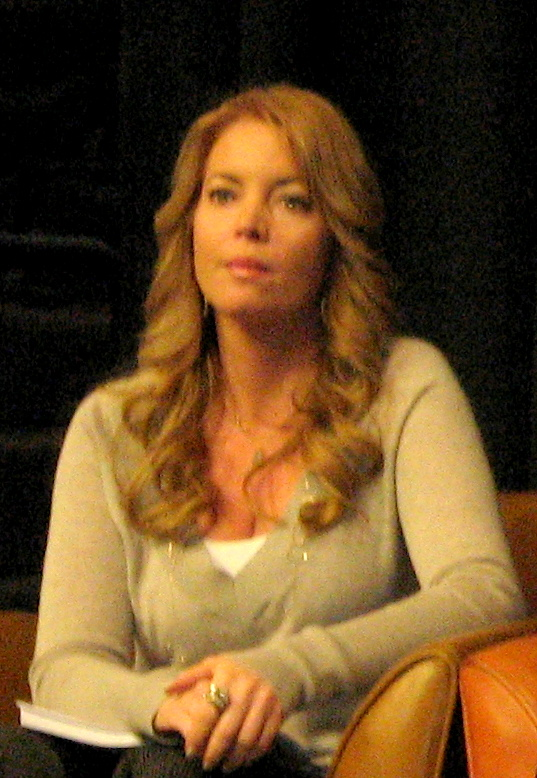
Jeanie Buss (2009)

Im Jahr 1979 hatte Jerry Buss die Los Angeles Lakers zusammen mit den Los Angeles Kings und dem Forum für insgesamt 67,5 Millionen US-Dollar gekauft. Nachdem er aus den Lakers bereits während der 1980er Jahre eines der erfolgreichsten und populärsten Basketballteams aller Zeiten gemacht hatte, baute er seine Tochter Jeanie nach und nach zu seiner offensichtlichen Nachfolgerin auf. Mit Mitte 30 wurde sie nicht nur zur Präsidentin des Forums ernannt, sondern auch ihre Rolle innerhalb der Lakers-Organisation nahm allmählich zu. Ab 1995 vertrat sie das Franchise im NBA Board of Governors, ehe sie 1999 im Alter von 38 Jahren zum Executive Vice President of Business Operations befördert wurde.
Nachdem er weit über ein Jahr lang gegen eine unbekannte Art von Krebs gekämpft hatte, starb Jeanies Vater Jerry Buss am 18. Februar 2013 im Alter von 80 Jahren. Seine 66 Prozent Mehrheitsanteile an den Lakers gingen in Form eines Familienfonds zu gleichen Teilen auf seine insgesamt sechs Kinder über. Nach dem Tod ihres Vaters leitete Jeanie weiterhin die geschäftlichen Belange des Teams, überwachte als neu ernannte Präsidentin der Lakers aber nun auch den sportlichen Betrieb, für den seit 2005 ihr Bruder Jim als Executive Vice President of Basketball Operations zuständig war.
In den folgenden Jahren kam es immer mehr zu Spannungen zwischen den Geschwistern, da Jim Jeanie nicht in die Entscheidungsprozesse auf der sportlichen Ebene einbezog. Diese gipfelten schließlich im Februar 2017 in der Entlassung von Jim Buss und General Manager Mitch Kupchak. Jeanie engagierte daraufhin Lakers-Legende Magic Johnson, der von 1979 bis 1991 sowie 1996 als Spieler für das Team aktiv war, als neuen President of Basketball Operations und stellte Rob Pelinka, den ehemaligen Sportagenten von Kobe Bryant, als General Manager ein. Dieser drastische und höchst kontroverse Schritt markiert für viele Fans und Experten den offiziellen Beginn der „Jeanie-Buss-Ära“ in Los Angeles.
2020 gewann Jeanie Buss als erste weibliche Besitzerin die NBA-Meisterschaft, als die Lakers mit ihrem 17. Titel den Ligarekord der Boston Celtics einstellten. Nach gerade einmal drei Jahren, in denen sie die volle Kontrolle über die Organisation hatte, sicherte sie sich damit bereits einen festen Platz in der ruhmreichen Geschichte des Traditions-Franchise.

## Trivia
1990 heiratete Buss den Volleyballspieler Steve Timmons, ließ sich jedoch nach drei Jahren wieder scheiden. Zwischen 2013 und 2016 war sie mit dem ehemaligen Lakers-Trainer Phil Jackson verlobt, mit dem sie seit 1999 eine Beziehung hatte.
Im Mai 1995 posierte sie nackt in der Ausgabe des Männermagazins Playboy. In Zusammenarbeit mit dem Bestseller-Autor Steve Springer veröffentlichte Jeanie Buss 2010 ein Buch über ihr Leben bei den L.A. Lakers. Die Biografie mit dem Titel „Laker Girl“ ist ein beispielloser Einblick in die glamouröse Welt der Los Angeles Lakers und erzählt die Geschichte der Familie Buss und des Aufstiegs einer Frau an die Spitze der Männerwelt.
Im Jahr 2005 bezeichnete die Sporting News Buss als eine der 20 einflussreichsten Frauen im Sport. 2018 belegte sie den achten Platz in der Forbes-Liste der mächtigsten Frauen im US-amerikanischen Sport-Business.